# Chroman sodný
Chroman sodný (Na2CrO4) je anorganická sloučenina, sodná sůl kyseliny chromové. Jedná se o žlutou krystalickou látku dobře rozpustnou ve vodě. Má silné oxidační účinky.
Získává se reakcí dichromanu sodného s hydroxidem sodným. Je hygroskopický a může tvořit tetra-, hexa- a dekahydrát.
Podobně jako jiné sloučeniny s šestimocným chromem je karcinogenní. Historicky[zdroj⁠?!] se používal jako inhibitor koroze v ropném průmyslu, při barvení textilu, k ochraně dřeva, a při diagnostice množství červených krvinek.
Chroman sodný je silný oxidant. S vodou tvoří slabě zásadité roztoky.

## Vlastnosti

### Chemické reakce
Reakcí s dusičnanem olovnatým vzniká chroman olovnatý:
Pb(NO3)2 + Na2CrO4 → PbCrO4 + NaNO3